# Durga Khote
Durga Khote, née à Bombay (Indes britanniques) le 14 janvier 1905 et morte dans cette ville le 22 septembre 1991, est une actrice indienne, active pendant plus de 50 ans au théâtre et au cinéma hindi et marathi, pour lequel elle a été la vedette dans quelque 200 films.

## Distinctions
1983 : Prix Dadasaheb Phalke